# Iulotrichia buzurata
Iulotrichia buzurata là một loài bướm đêm trong họ Geometridae.